# Cu tte
Cu tte è un singolo del cantante italiano Gigi D'Alessio, pubblicato il 16 dicembre 2022 come primo estratto del ventesimo album in studio Fra.